# Kolibrievlinder
De kolibrievlinder, meekrappijlstaart of onrustvlinder (Macroglossum stellatarum) is een vlinder uit de familie van de pijlstaarten (Sphingidae). De kolibrievlinder is te herkennen aan de grijze tot bruine voorvleugels met twee van elkaar af gelegen donkerbruine, dunne en enigszins grillige strepen aan de bovenzijde. De achtervleugels hebben een oranje kleur aan de bovenzijde. De spanwijdte van de vleugels is ongeveer 5 centimeter.
De vlinder wordt beschouwd als een algemeen voorkomende en talrijke soort die niet wordt bedreigd.
De waardplanten van de rupsen zijn walstro (Galium) en meekrap (Rubia tinctorum), maar ook andere planten worden gegeten. De rupsen worden tot 4,5 centimeter lang en zijn groen met witte en gele lengtestrepen. De volwassen vlinders zuigen nectar uit bloemen van plantensoorten uit verschillende plantenfamilies. De kolibrievlinder is overdag actief maar kan ook in de schemering en 's nachts vliegend worden aangetroffen.

## Naamgeving

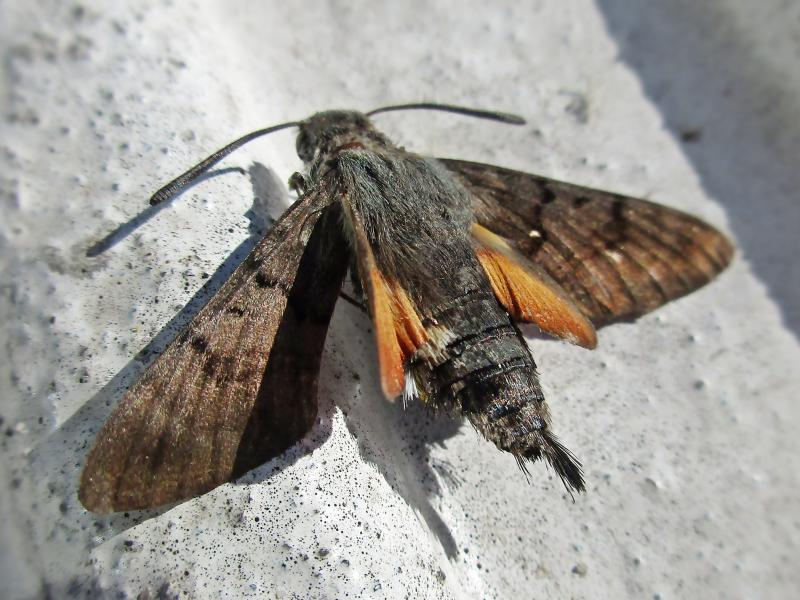
De naam is te danken aan de op kolibries gelijkende vlucht, maar het uiterlijk is duidelijk dat van een vlinder.

De kolibrievlinder werd benoemd door Carl Linnaeus in 1758. Oorspronkelijk werd de wetenschappelijke naam Sphinx stellatarum gebruikt. De vlinder werd vervolgens in het geslacht Macroglossum Scopoli, 1777 geplaatst, waarvoor lange tijd de naam Macroglossa Ochsenheimer, 1816, een ongefundeerde aanpassing, in zwang is geweest.
De geslachtsnaam Macroglossum betekent lange (μακρός, makros) tong (γλώσσα, glōssa) en verwijst naar de lange tong. De soortaanduiding stellatarum verwijst naar een oude naam (Stellatae) voor de sterbladigenfamilie (Rubiaceae), waartoe de belangrijkste voedselplant voor de rups behoort.
De vlinder beschikt over een lange tong en is in staat om stil te hangen in de lucht bij een bloem tijdens het opzuigen van nectar. Omdat de vlinder hierdoor doet denken aan een kolibrie heeft de soort de Nederlandstalige naam kolibrievlinder gekregen. In de Nederlandse taal wordt de kolibrievlinder ook wel meekrapvlinder, onrustvlinder of onrust genoemd. De naam meekrapvlinder slaat op de plant waarvan de meeste rupsen leven; meekrap. De naam onrustvlinder is te danken aan het zeer snelle vlieggedrag.
In andere talen worden heel andere namen gebruikt, zoals het Duitse Taubenschwänzchen, wat 'duivenstaartje' betekent. In de Engelse taal wordt de vlinder wel hummingbird hawk-moth of hummingmoth genoemd, wat 'kolibrie-vlinder' respectievelijk 'zoemende vlinder' betekent. In het Frans wordt de naam Sphinx colibri gebruikt, dat 'kolibrie- sfinx' betekent. In de Franse taal worden overigens alle pijlstaartvlinders sfinx genoemd.

## Verspreiding en habitat

Verspreidingsgebied van de kolibrievlinder.
zomergast, : standvlinder,
wintergast

Op de verspreidingskaart is het leefgebied van de vlinder aangegeven. Het verspreidingsgebied bestaat uit drie delen, die op de kaart zijn gemarkeerd met verschillende kleuren. In het groene gebied overleeft de vlinder het hele jaar. In het blauwe gebied komt de kolibrievlinder 's zomers voor en in het gele gebied kan de vlinder 's winters voorkomen. Het leefgebied strekt zich uit van Noord-Afrika, Europa en via China tot in Japan.
In het blauwe gebied is de kolibrievlinder alleen als zomergast te vinden ten noorden van het natuurlijke verspreidingsgebied. Het verspreidingsgebied loopt van IJsland en Groot-Brittannië tot oostelijk via Azië tot het noorden van Japan. In Groot-Brittannië is de soort tot op de Shetlandeilanden aangetroffen, in het noorden van Schotland. Meestal komt de vlinder hier en in Ierland voornamelijk in het zuiden voor. De vlinder komt als zomergast voor in de landen uiterst noordoostelijk China, Estland, Finland, Groot-Brittannië, oostelijk Duitsland, Hongarije, Ierland, noordelijk Italië, IJsland, noordelijke eilanden van Japan, noordelijk Kazachstan, Letland, Litouwen, Moldavië, Mongolië, Noord-Korea, Noorwegen, Oekraïne, Oostenrijk, Polen, noordelijk en centraal Roemenië, Slowakije, Tsjechië, Wit-Rusland, zuidelijk Rusland, Zweden en Zwitserland.
In het groene gebied is de vlinder het gehele jaar aan te treffen, het is hier een standvlinder. Het verspreidingsgebied loopt van noordelijk Afrika en zuidelijk Europa tot in Anatolië en noordelijk Zuidoost-Azië tot in Japan. De vlinder komt als standvlinder voor in de landen Afghanistan, Albanië, Algerije, Armenië, Azerbeidzjan, België, Bosnië en Herzegovina, Bulgarije, centraal en zuidelijk China, Cyprus, westelijk Duitsland, Egypte, Frankrijk, Georgië, Griekenland, Hongarije, uiterst noordelijk India, Irak, Iran, Israël, Italië, Jordanië, zuidelijk Kazachstan, Kroatië, Libanon, Libië, Marokko, Mauritanië, Nederland, Noord-Macedonië, Oezbekistan, noordelijk Oman, grote delen van Pakistan, Portugal, zuidelijk Roemenië, Saoedi-Arabië, Senegal, Slovenië, Spanje, Syrië, Taiwan, Turkije, Turkmenistan, Verenigde Arabische Emiraten en Zuid-Korea.
In het gele gebied komt de vlinder alleen voor als wintergast, ten zuiden van het natuurlijke verspreidingsgebied. Het verspreidingsgebied bestaat uit een brede strook van noordwestelijk Afrika en het andere deel van iets ten westen van India tot noordelijk Zuidoost-Azië. De vlinder komt als wintergast voor in de landen noordoostelijk Mali, zuidelijk Mauritanië, noordelijk Niger, Senegal, zuidelijk Libië en uiterst noordelijk Tsjaad.
De kolibrievlinder kan in hooggebergten worden waargenomen tot een hoogte van 3000 meter boven zeeniveau. Ook in poolgebieden zoals de kuststreken van de noordelijke Noordelijke IJszee wordt de vlinder wel gevonden. De vlinders trekken het ene jaar massaal naar het noorden vanuit het Middellandse Zeegebied maar in andere jaren zijn ze juist zeldzaam. In westelijk en noordelijk Europa kan de vlinder echter niet overwinteren. In streken waar het vriest sterven de dieren vaak na de eerste nachtvorst. Er zijn wel waarnemingen bekend van overwinterende dieren maar deze trekken vaak naar het zuiden en vestigen zich niet permanent.

### België en Nederland
De kolibrievlinder is als trekvlinder en als standvlinder in de Benelux het gehele jaar aan te treffen. In de hete en droge zomers van 2003 en 2006 is de soort hier massaal waargenomen. Veel trekvlinders, zoals de doodshoofdvlinder, komen pas aan het einde van de zomer aan in Nederland, maar de kolibrievlinder is soms al in het voorjaar te vinden. De eieren worden in Nederland van mei tot september afgezet. Van exemplaren die al in januari werden aangetroffen werd gedacht dat het overwinterende vlinders betrof maar het blijkt waarschijnlijk toch om immigrerende vlinders te gaan. De vlinder kan in Nederland vrijwel het gehele jaar worden waargenomen, maar vliegt vooral in de maanden augustus en september.
Ook in België is de vlinder de afgelopen jaren in het gehele land aangetroffen. De kolibrievlinder heeft de beschermingsstatus "Vrij Algemeen".

## Uiterlijke kenmerken

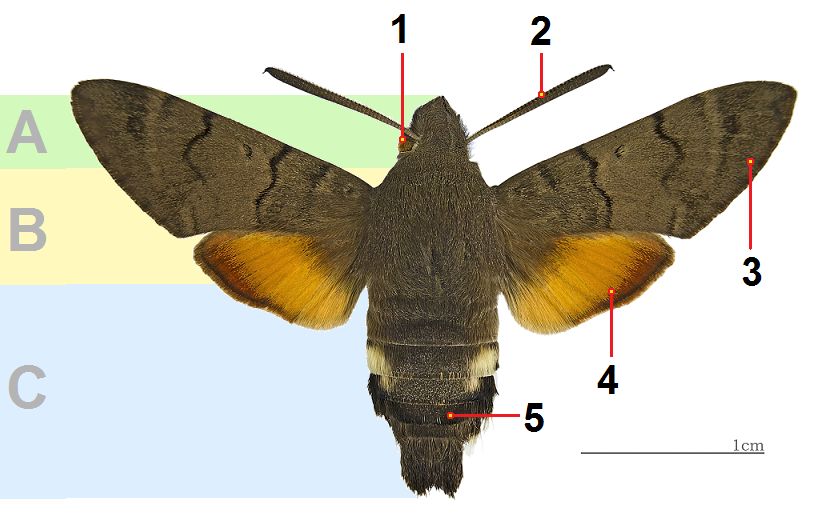
Belangrijkste lichaamsdelen van de vlinder.

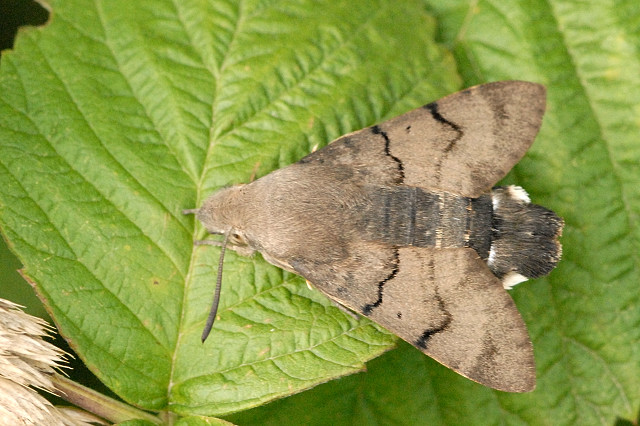
De vleugels zijn bruin van kleur en hebben twee donkere dwarsstrepen.

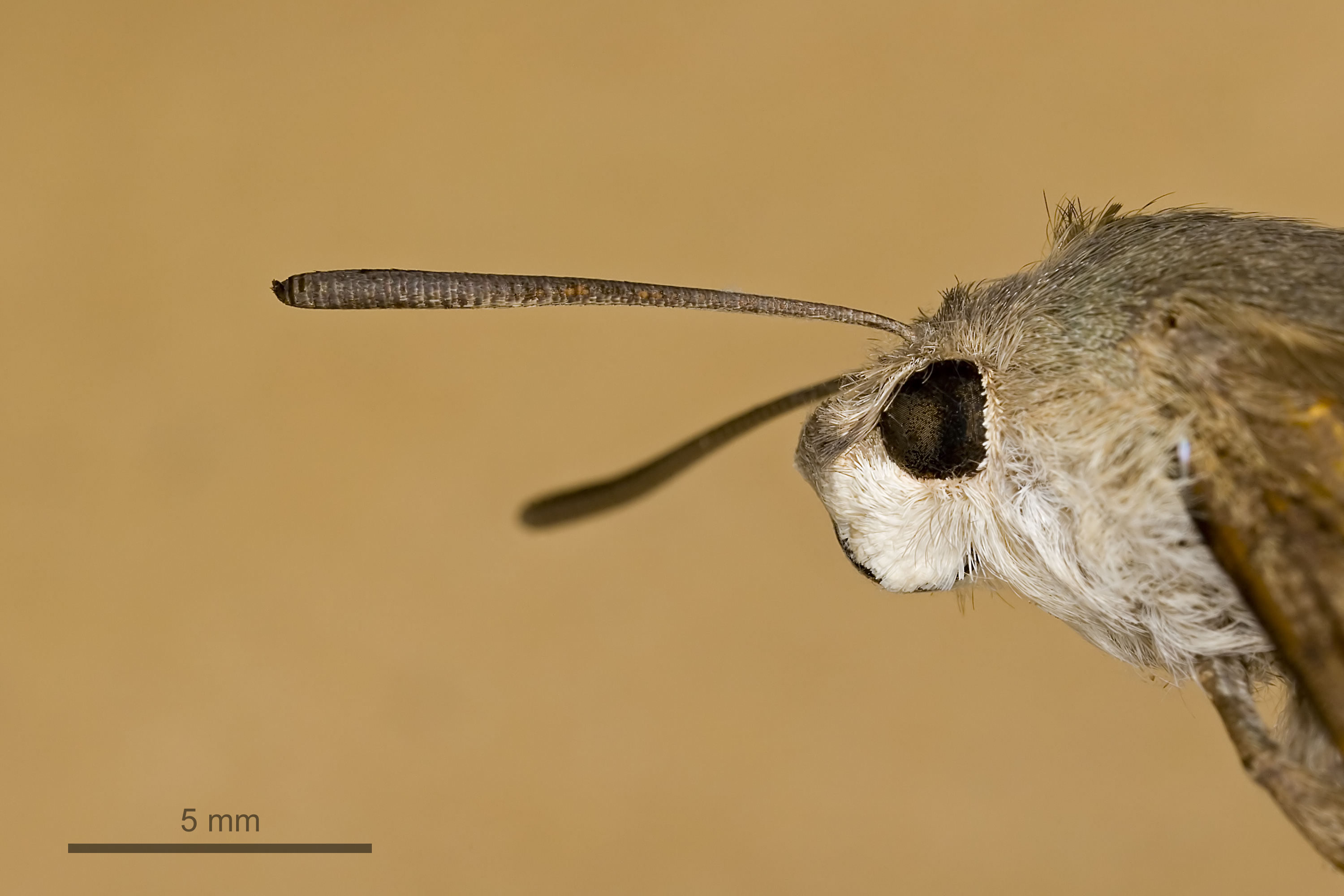
Kop met duidelijk zichtbare ogen en antennes

De kolibrievlinder heeft een typische pijlstaartachtige vorm, een gestroomlijnd lichaam en krachtige, gestroomlijnde vleugels. De voorvleugels zijn grijsbruin, de achtervleugels zijn oranjegeel. Aan de brede achterlijfspunt zijn zwarte en witte vlekken aanwezig.

### Kop
De kop van de kolibrievlinder is duidelijk te onderscheiden van de rest van het lichaam. De kop is aan de achterzijde deels onder het borststuk gelegen maar door de duidelijke uitsteeksels is de kop toch duidelijk te zien. De ogen zijn rond en bolvormig, de ogen zijn in het zonlicht gezien groen van kleur. De antennes zijn aan de bovenzijde van de kop gelegen en zijn draadvormig of filiform, ze zijn iets verdikt aan het uiteinde. Aan de punt van de antenne is een klein lobje aanwezig, dat met het blote oog moeilijk te zien is.
De ogen bestaan uit vele kleine deeloogjes die de ommatidiën worden genoemd. Het geheel noemt men het samengesteld oog of facetoog. De voorzijde van het kop wordt beschermd door een verharde plaat die de clypeus wordt genoemd. Bij gave exemplaren is deze bedekt met haren en niet te zien. Bij beschadigde vlinders is de clypeus kaal, de kleur is bruinrood waardoor deze nogal opvalt.
De tong van de vlinder bereikt een lengte van ongeveer twee tot drie centimeter en is net zo lang als het lichaam. De tong wordt wel roltong of proboscis genoemd, omdat de tong in rust wordt opgerold. De tong bestaat uit twee uitsteeksels van de onderkaak, die samensmelten nadat de vlinder uit de pop is gekropen. De buisvormige roltong kan door de lengte diep in bloemen worden gestoken.

### Borststuk
Het borststuk is het meest prominente deel van de vlinder. Het draagt aan de bovenzijde twee paar vleugels en aan de onderzijde drie paar poten.
De vleugels bestaan uit de voorvleugels aan de voorzijde en de achtervleugels aan de achterzijde van het borststuk. De voorvleugels zijn beduidend langer dan de achtervleugels en bovendien puntiger van vorm. De voorvleugellengte bedraagt ongeveer 20 tot 24 millimeter en de spanwijdte of vlucht is ongeveer 4 tot 5 centimeter.
Tijdens het vliegen worden de vleugels zo snel heen- en weer bewogen dat ze met het blote oog niet te zien zijn. De vleugels worden in rust achterwaarts als een dakje over het achterlijf gevouwen. De voorvleugels worden hierbij boven op de achtervleugels gevouwen, zodat de voorvleugels aan de bovenzijde te zien zijn en de achtervleugels aan het oog worden onttrokken. De voorvleugels zijn grijsbruin, net als de rest van het borststuk. De bovenzijde van de voorvleugel heeft enkele golvende, lichtere en donkere strepen dwars op de vleugelas, waarvan twee dunne bruine strepen het duidelijkst zichtbaar zijn. Deze zijn aan weerszijden van het midden van de vleugel gelegen. De buitenste vlek, dus aan de zijde van de vleugelpunt, is sterker gekromd en soms is de band verkort en is alleen een V-vormige vlek te zien. De vleugelpunt wordt de apex genoemd en is altijd puntig en nooit afgerond of sikkelvormig zoals bij andere pijlstaartvlinders het geval is.
De bovenzijde van de achtervleugel echter is helder oranje gekleurd, verder zonder tekening. Deze felle kleur wordt een schrikkleur genoemd. Als de vlinder in rust wordt verstoord vliegt deze weg en hierbij komen plots de felle kleuren tevoorschijn. Sommige vijanden raken hierdoor verward waardoor de vlinder kan ontsnappen. De onderzijde van alle vier de vleugels is egaal bruingrijs gekleurd, de binnenzijde van de achtervleugel is lichter tot geel. De onderzijde van de vleugels heeft geen tekening, wel zijn de zwarte vleugeladers beter zichtbaar dan aan de bovenzijde van de vleugels.

### Achterlijf
Aan het einde van het achterlijf zijn lange haren aanwezig die lamellen vormen die enigszins lijken op de staartveren van vogels. Deze structuren dienen om het lichaam te stabiliseren tijdens de vlucht. Het achterlijf is zwart van kleur en heeft opvallende vierkante vlekken die iets weg hebben van een dambordtekening.

### Onderscheid met andere soorten
De kolibrievlinder kan verward worden met verschillende andere soorten uit het geslacht Macroglossum. Veel andere soorten uit dit geslacht hebben andere kleuren en patronen aan de bovenzijde van de vleugels, vaak ontbreekt de oranje kleur op de achtervleugels. Een aantal soorten heeft een andere vleugelvorm, zoals een getande of gekartelde vleugelrand. Daarnaast kan de kolibrievlinder worden verward met soorten uit andere geslachten van de pijlstaartvlinders, zoals soorten uit het geslacht Hemaris. Van de Hemaris- soorten is de kolibrievlinder te onderscheiden aan de geheel beschubde vleugels, bij de Hemaris-soorten zijn de vleugels deels onbeschubd en bevatten transparante delen, die vensters worden genoemd. Hierdoor lijken Hemaris- soorten meer op hommels dan op vlinders.

#### Afbeeldingen: onderscheid met andere soorten

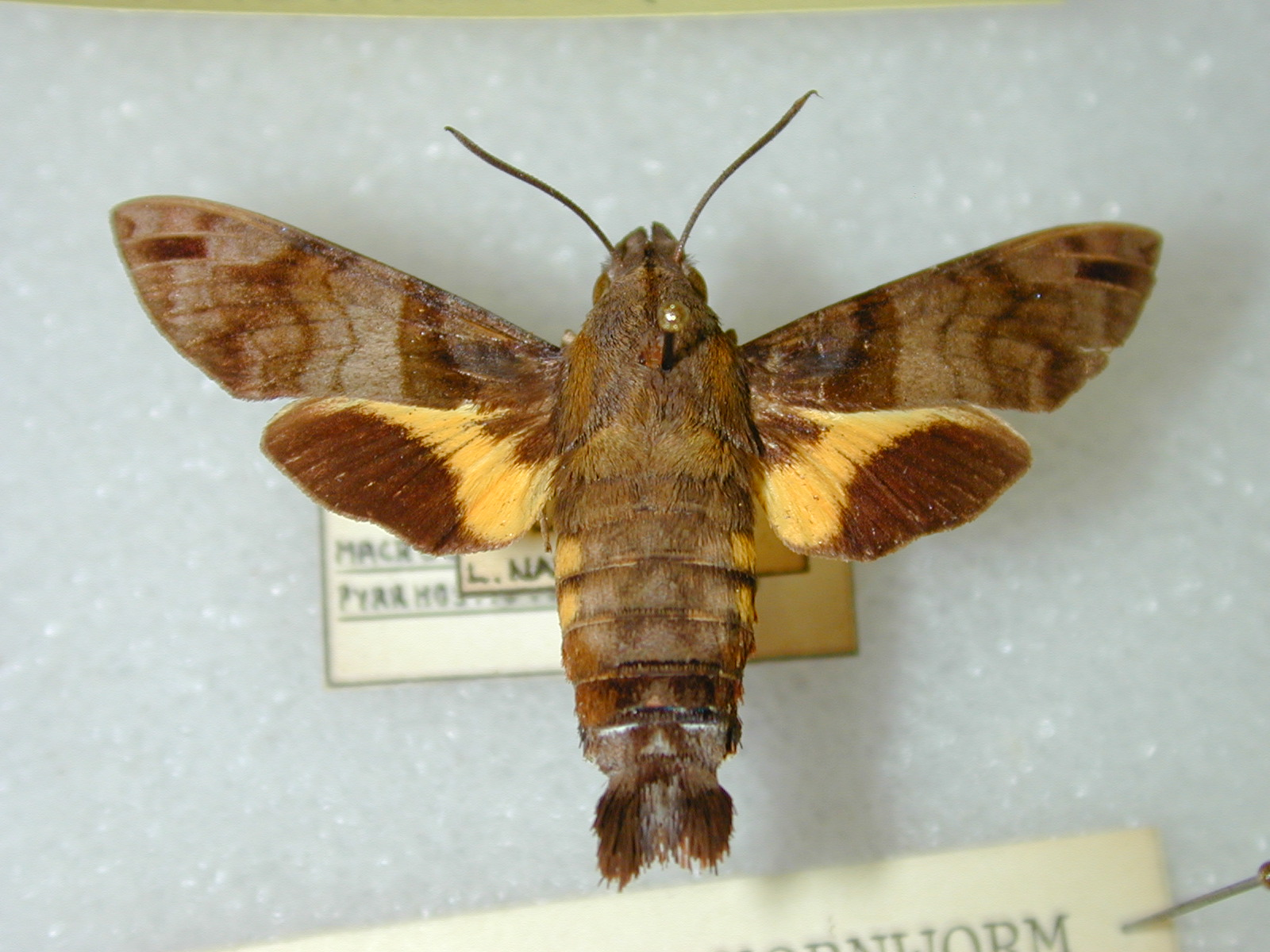
Macroglossum pyrrhosticta: alleen bovenzijde achtervleugels oranje
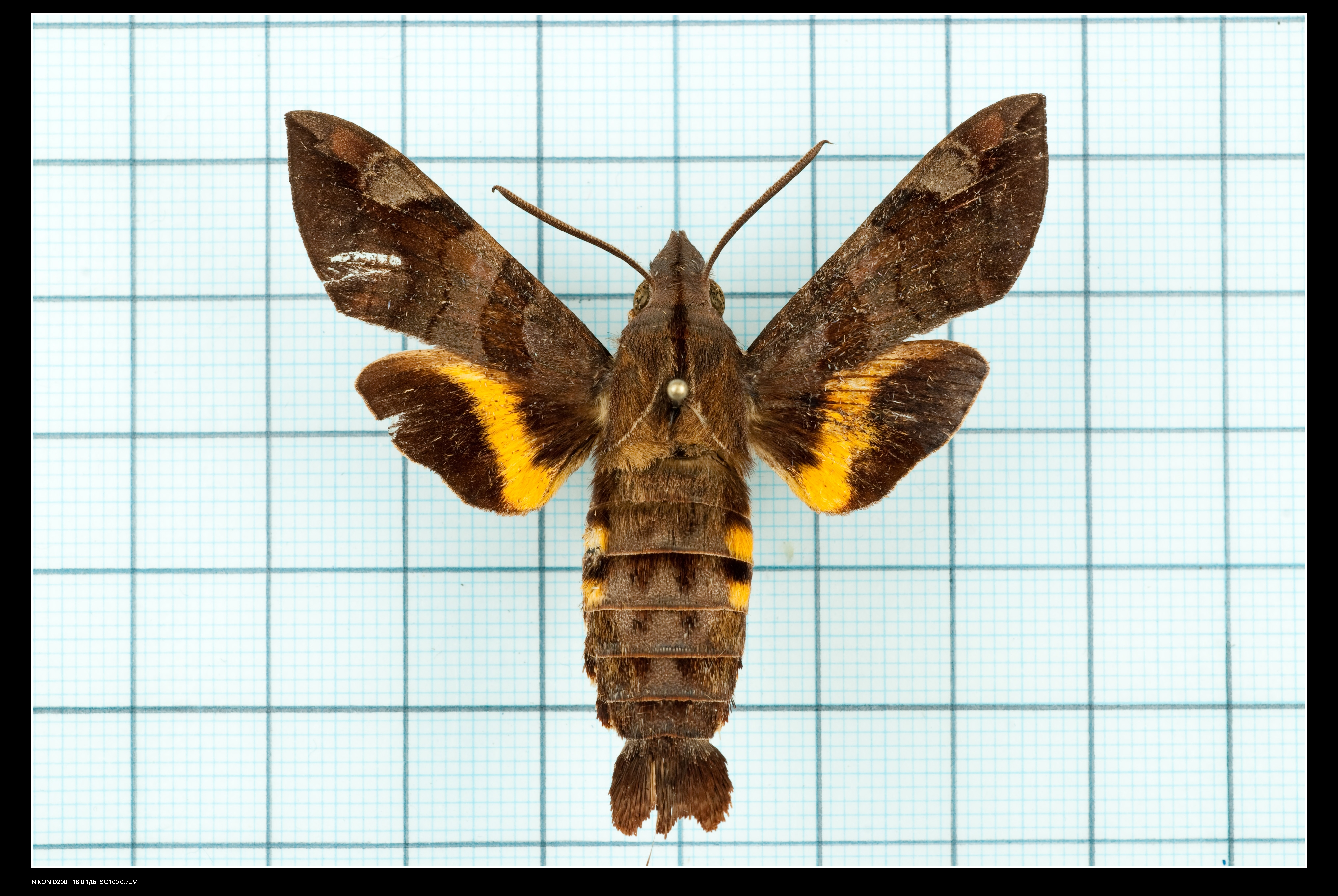
Macroglossum belis: alleen bovenzijde achtervleugels oranje
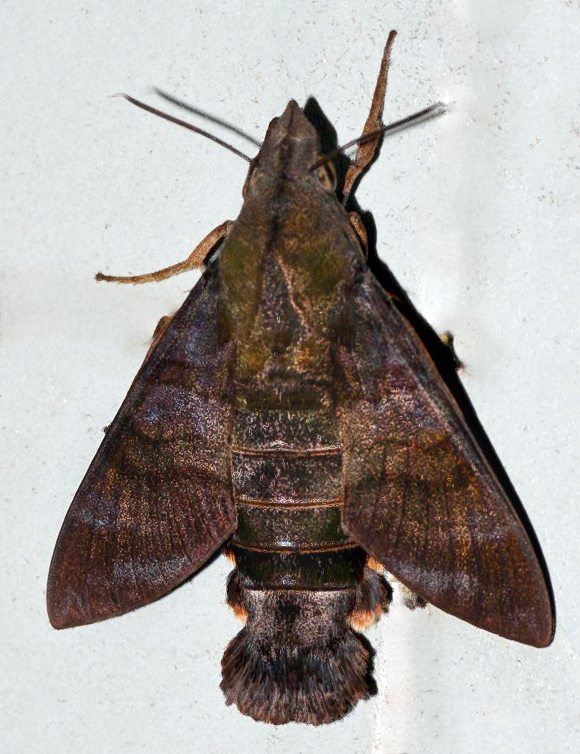
Macroglossum corythus; brede banden op de voorvleugels
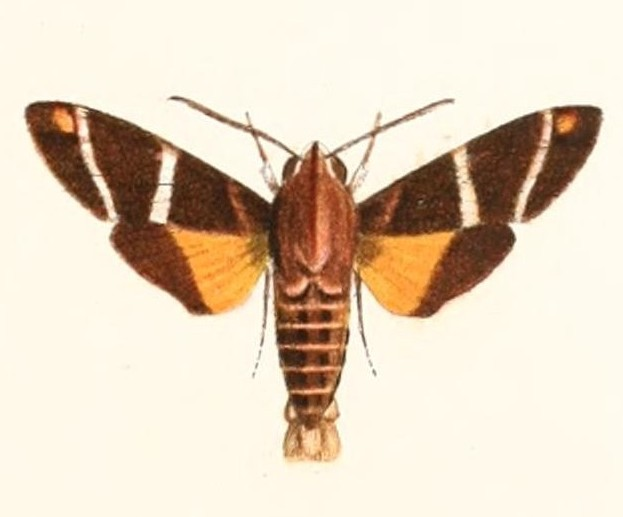
Macroglossum dohertyi; witte strepen op voorvleugels
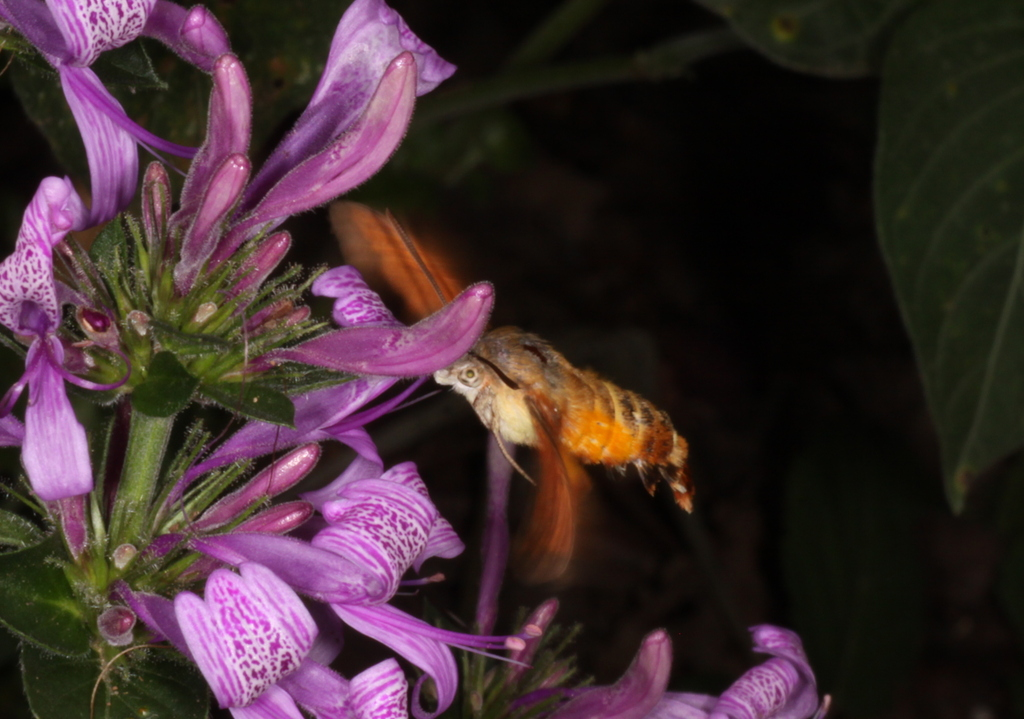
Macroglossum trochilus; gele weerszijden achterlijf
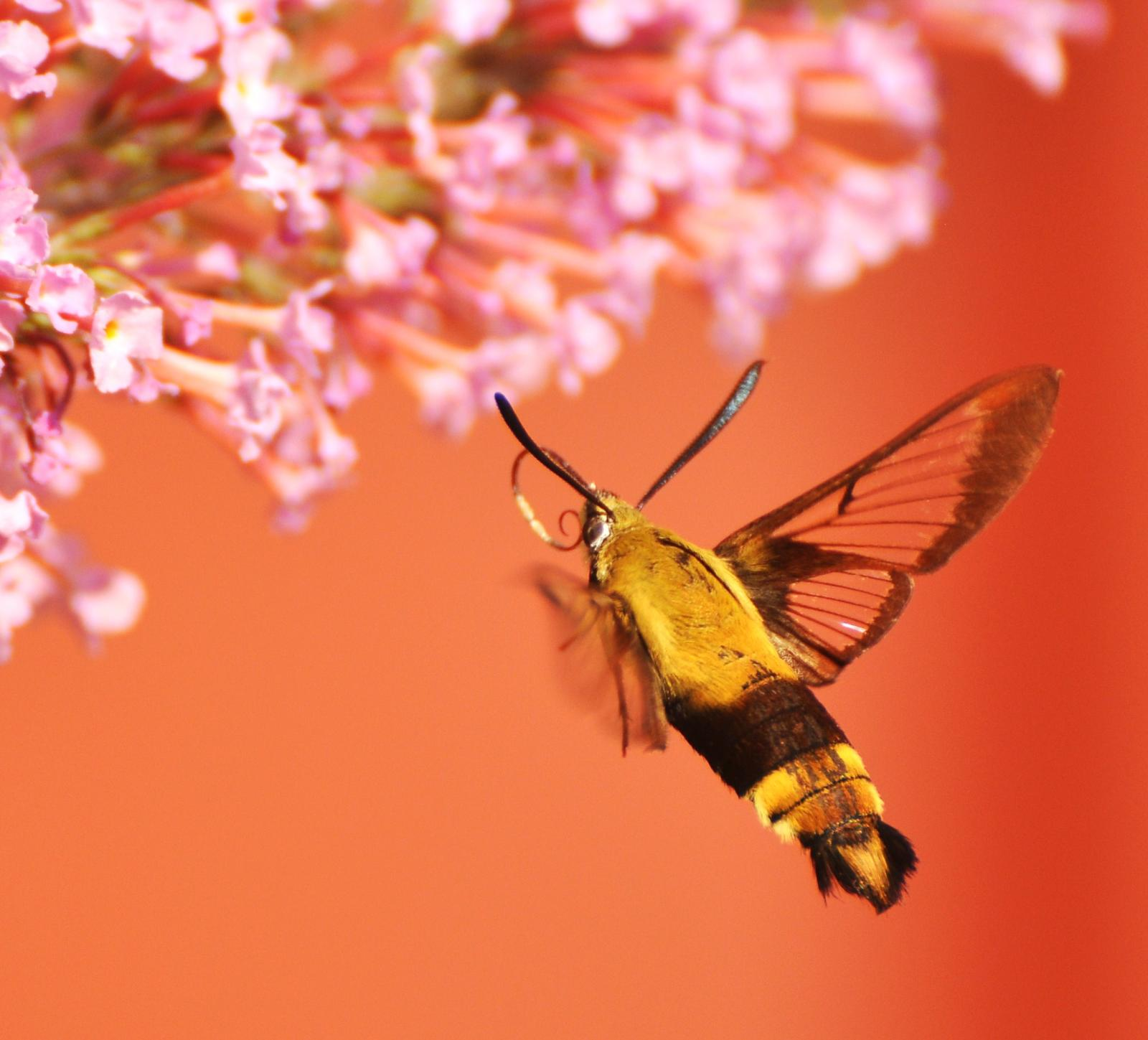
Hemaris- soorten; transparante vensters in de vleugels

## Voedsel en vijanden

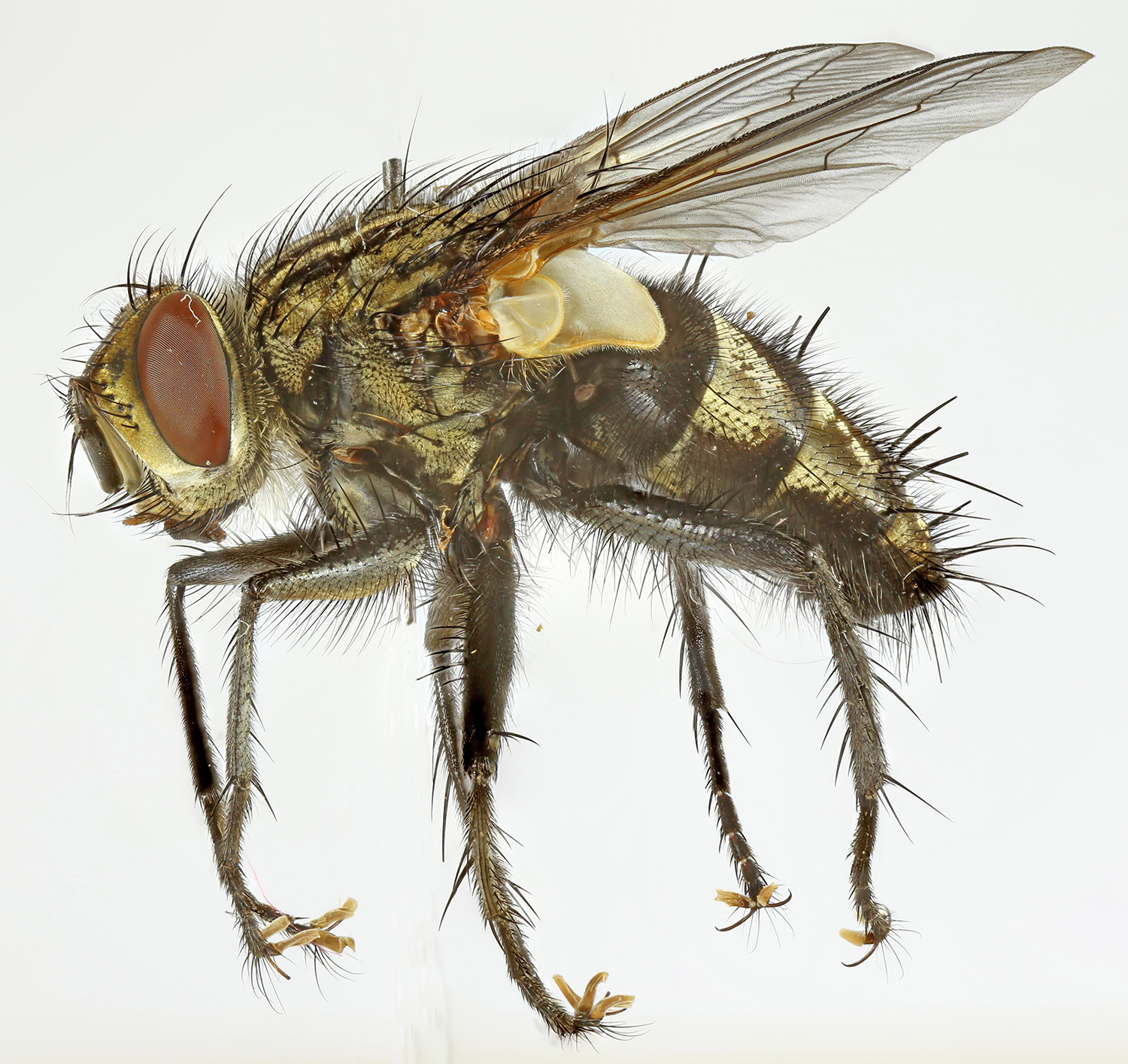
Exorista larvarum is een parasitoïde van de rups.

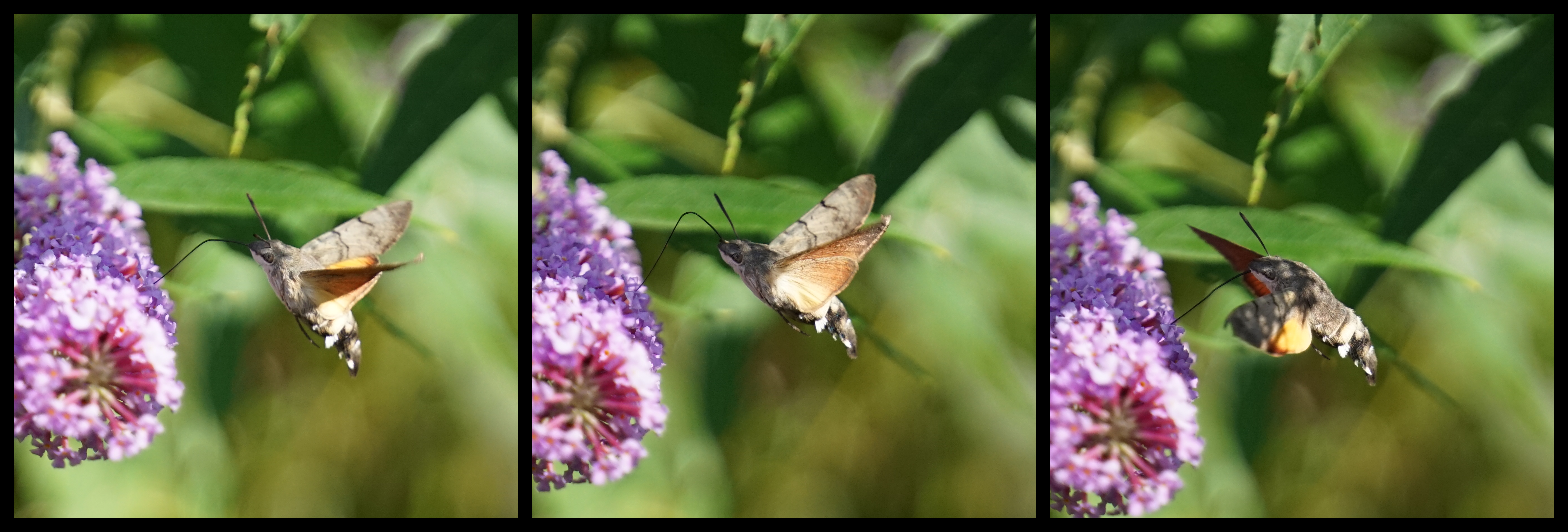
Opzuigen van nectar (5 beelden/seconde)

De rupsen leven voornamelijk van planten uit de familie sterbladigenfamilie (Rubiaceae), daarnaast worden ook soorten uit de valeriaanfamilie (Valerianaceae) en de anjerfamilie (Caryophyllaceae) gegeten. Er is een grote voorkeur voor soorten uit het geslacht walstro (Galium) maar ook planten uit het geslacht meekrap (Rubia) worden vaak van eieren voorzien. Meekrap is een gewas dat als verfstof werd gebruikt en veelvuldig werd geteeld, in Nederland onder andere in Zeeland. Toen er echter betere kleurstoffen werden uitgevonden was het gewas rond de jaren 70 van de negentiende eeuw niet meer interessant voor de teelt en werd het vervangen voor suikerbieten.
Soms worden eieren op andere planten afgezet, zoals Plocama (vroeger: Gaillonia), Centranthus, muur (Stellaria) en basterdwederik (Epilobium). De rupsen worden vaak aangetroffen bij de larven van klein avondrood (Deilephila porcellus), die dezelfde habitatvoorkeuren hebben.
Tijdens het drinken van de nectar zweeft de vlinder voor de bloem (zie de afbeelding hiernaast). De kolibrievlinder hoeft dus niet op de bloem te landen zoals veel andere vlinders doen. Aangezien de vlinders iedere dag dezelfde bloemen opzoeken beschikken ze waarschijnlijk over een goed geheugen.
De kolibrievlinder behoort tot een groep van voornamelijk nachtactieve vlinders, maar is in tegenstelling tot de meeste soorten overdag actief. De vlinder foerageert het liefst op zonnige warme dagen en schuilt bij ongunstige omstandigheden zoals regen. Ook tijdens de schemering in de ochtend en avond kan de vlinder vliegend worden aangetroffen, op zoek naar voedsel. De vlinder vliegt zeer snel en beweegt onrustig van bloem naar bloem. De vleugels maken hierbij een duidelijk zoemend geluid.
De volwassen vlinder heeft een voorkeur voor planten die veel bloemen bevatten en bovendien veel nectar afgeven. Voorbeelden zijn planten uit de geslachten Echium, Jasminum, Nicotiana, vlambloem (Phlox), sleutelbloem (Primula), andoorn (Stachys), Syringa, tulp (Tulipa), Verbena en viooltje (Viola). Ook op kamperfoelie (Lonicera) en Buddleja wordt de vlinder veel gezien.
De belangrijkste vorm van verdediging tegen vijanden is de onopvallende camouflagekleur. In rust bevindt de vlinder zich vaak verticaal op het oppervlak, met de kop naar boven, op een variabele ondergrond zoals rotsen, boomstammen en ook muren. Het dier valt hier door de bruine kleuren en donkere strepen niet op. De kolibrievlinder kent geen vorm van actieve verdediging, zoals piepen of bijten.
Vijanden van zowel de rups als de vlinder zijn verschillende vogels. De rups wordt door verschillende groepen van insecten geparasiteerd. Voorbeelden zijn de gewone sluipwespen uit de familie Ichneumonidae; Amblyjoppa fuscipennis en Ischnus migrator. Daarnaast worden de rupsen geparasiteerd door enkele soorten schildwespen (Braconidae) zoals de soort Cotesia glomeratus. Ten slotte worden de rupsen aangetast door enkele soorten sluipvliegen (Tachinidae), zoals Exorista larvarum en Oswaldia spectabilis. Al deze soorten zetten hun eitjes af in de rups of pop, waarna de larven van de parasiet zich in de larve van de kolibrievlinder ontwikkelen. De rups of pop gaat hieraan ten onder, de wespen en vliegen zijn dus parasitoïden.

## Voortplanting en ontwikkeling

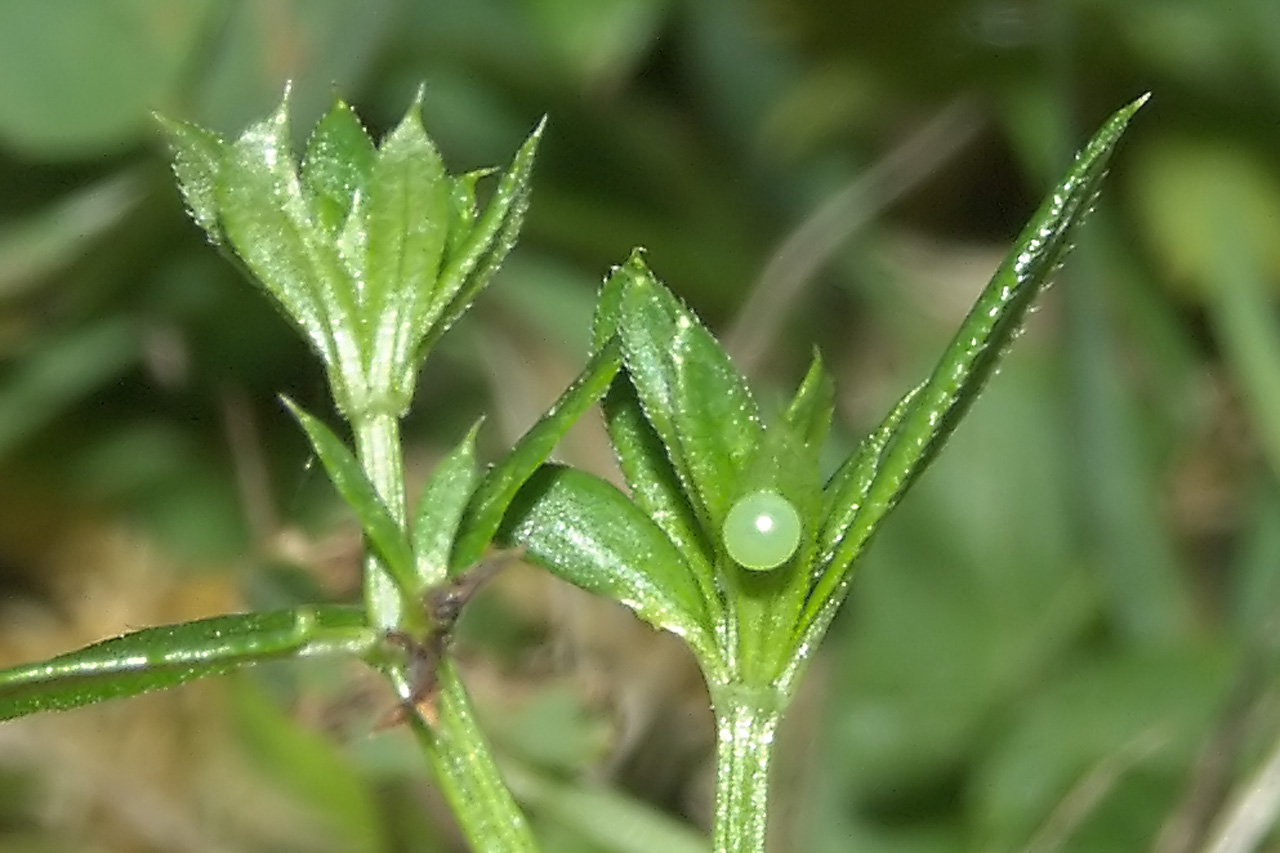
De eieren zijn groen en glanzend, ze worden een voor een afgezet.

De kolibrievlinder heeft een ontwikkelingscyclus die gelijk is aan andere vlinders. De vlinder zet eieren af waaruit de rupsen verschijnen. De rupsen eten zich vol waarbij ze stapsgewijs groeien door te vervellen. Vervolgens verpopt de rups en komt de volwassen vlinder tevoorschijn. De duur van de gehele cyclus is een paar maanden.
In het voorjaar vindt de paring plaatst, hierbij zoeken de mannetjes en vrouwtjes elkaar op. De kolibrievlinder is een van de weinige soorten pijlstaartvlinders die in staat is om te vliegen tijdens de paring, bij andere soorten hangen de dieren aan een tak tijdens de copulatie. De paring duurt maximaal ongeveer een uur. Na de paring gaat het vrouwtje op zoek naar voedsel voor de ontwikkeling van de eieren.

### Ei
De kolibrievlinder is net zoals alle vlinders eierleggend. De eieren worden vrijwel altijd afgezet op planten uit het geslacht walstro (Galium) zoals geel walstro (Galium verum) en glad walstro (Galium mollugo). De eieren worden individueel afgezet en niet in groepjes zoals bij andere vlinders voorkomt. Voordat een ei wordt afgezet inspecteert het vrouwtje de locatie nauwkeurig. Er worden tot 200 eieren afgezet waardoor het afzetten van de eieren veel tijd in beslag neemt.
Het ei heeft een doorsnede van ongeveer één millimeter en is bleekgroen van kleur. De eieren zijn bolvormig en rond en hebben een duidelijke glans. Het ei van de kolibrievlinder lijkt uiterlijk sprekend op de zich ontwikkelende bloemknoppen van verschillende soorten walstro. Dit is geen toeval; zo zijn de eieren goed gecamoufleerd tegen roofdieren. Een dergelijke vorm van camouflage waarbij een dier of plant op een andere object lijkt, wordt mimicry genoemd. Het ei komt na zes tot acht dagen uit waarbij de rups verschijnt.

### Rups

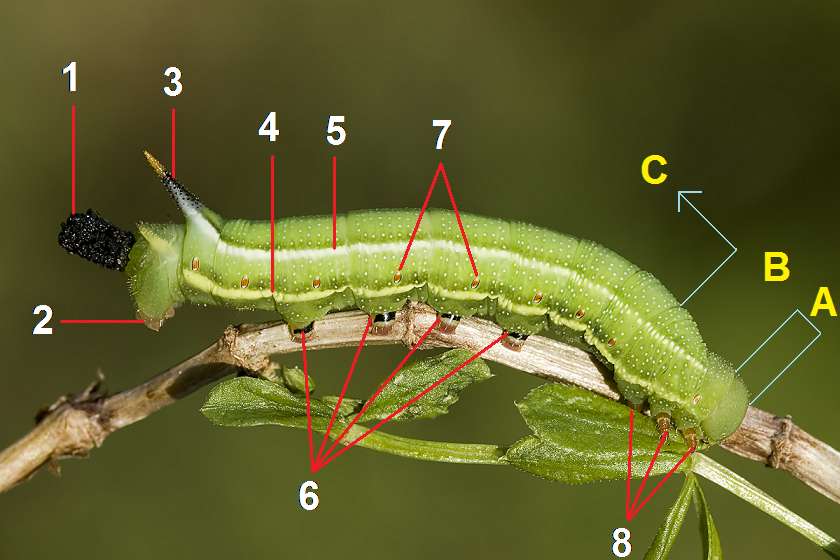
Belangrijkste lichaamsdelen van de rups van de kolibrievlinder.

Als de rups uit het ei kruipt is het dier ongeveer twee tot drie millimeter lang. Het lichaam is geelgroen en is voorzien van kleine haartjes. Na de eerste vervelling zijn de haartjes verdwenen en krijgt de rups zijn uiteindelijke kleur. Gedurende de volgende vervellingen wordt de rups alleen maar groter. De rups kent verschillende kleurvarianten, een groene, een bruine en een heel donkere tot bijna zwarte vorm. De groene kleurvorm is helder groen van kleur, de bruine vorm is roodachtig bruin. Deze vormen komen het meeste voor en hebben dezelfde lichaamstekening. Over het gehele lichaam zijn fijne witte spikkeltjes aanwezig. Aan iedere kant van de bovenzijde is een streep aanwezig, die aan de achterzijde wit is maar geler wordt aan de voorzijde van het lichaam. Aan iedere flank is een bredere gele lengtestreep aanwezig die onder de ademopeningen op de zijkanten van de segmenten is gelegen. Deze streep is soms onderbroken.
Het lichaam van de rups bestaat uit de kop, het borststuk en het achterlijf. De kop is relatief klein en is rond en bol. De kop wordt beschermd door een verhard, chitineus pantser dat het kopkapsel wordt genoemd. Op het kopkapsel zijn kleine oogjes aanwezig waarmee de rups kan zien. De simpele oogjes kunnen geen beelden vormen maar alleen de lichtintensiteit bepalen. De oogjes van de rups van de kolibrievlinder zijn donker van kleur.
Achter de kop is het borststuk of thorax aanwezig. Dit bestaat uit drie delen, van voor naar achter de prothorax, de mesothorax en achteraan de metathorax. De prothorax draagt een ademopening of spiraculum aan de bovenzijde, de overige twee delen niet. Alle drie de borststuksegmenten hebben een paar gelede pootjes. Deze hebben bij de rups van de kolibrievlinder een oranje tot roodbruine kleur. Het achterlijf van de rups is achter het borststuk gelegen en bestaat uit tien delen die achterlijfssegmenten worden genoemd. Ze worden genummerd van 1 tot 10 vanaf de voorzijde bezien. Aan weerszijden van de eerste acht segmenten is een ademopening aanwezig. De ademopeningen hebben een oranjebruine kleur en zijn te zien als kleine ovale vlekjes. Het derde tot en met het zesde segment draagt een paar pootjes aan de onderzijde, dus vier paar in totaal. Deze worden de abdominale propoten genoemd, het tiende (laatste) achterlijfssegment draagt eveneens een paar poten, deze worden de anale propoten genoemd. De in totaal vijf paar propoten zijn niet geleed zoals de voorste drie poten, maar bestaan uit gespierde lichaamsuitstulpingen. De onderzijde van alle propoten is bij de rups van de kolibrievlinder vleeskleurig. Het deel boven de 'voeten' van de propoten is geel van kleur en de basis van de poot is zwart van kleur.
Op het achtste achterlijfssegment is aan de bovenzijde een opvallende structuur aanwezig die de staartstekel wordt genoemd. Deze structuur dient om vijanden af te schrikken. Een staartstekel komt bij de soorten uit de pijlstaartenfamilie algemeen voor, ze hebben hier zelfs hun Nederlandstalige naam aan te danken. Deze stekel is bij de rups van de kolibrievlinder achterwaarts gericht en valt duidelijk op. De basis van de stekel is blauw van kleur maar het uiteinde van de stekel heeft een opvallende gele kleur.
Als de rups volledig is ontwikkeld heeft het lichaam een lengte van zo'n 4,5 centimeter. Onder gunstige omstandigheden is de rups na 20 dagen geheel ontwikkeld, bij slechtere omstandigheden zoals weinig zonlicht of minder voedsel duurt het rupsstadium langer.

#### Afbeeldingen: rupsen

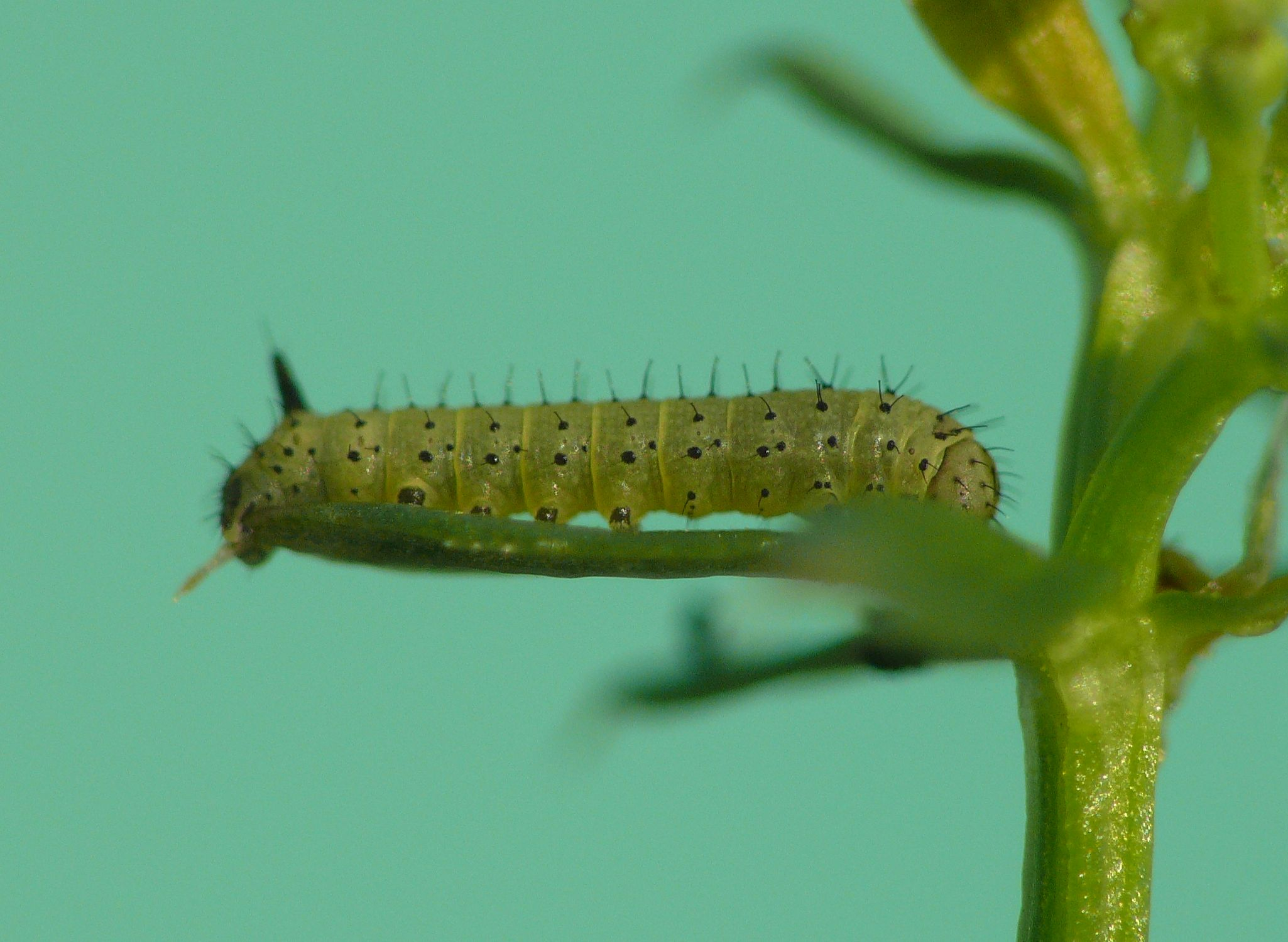
Een net uit het ei gekropen rups
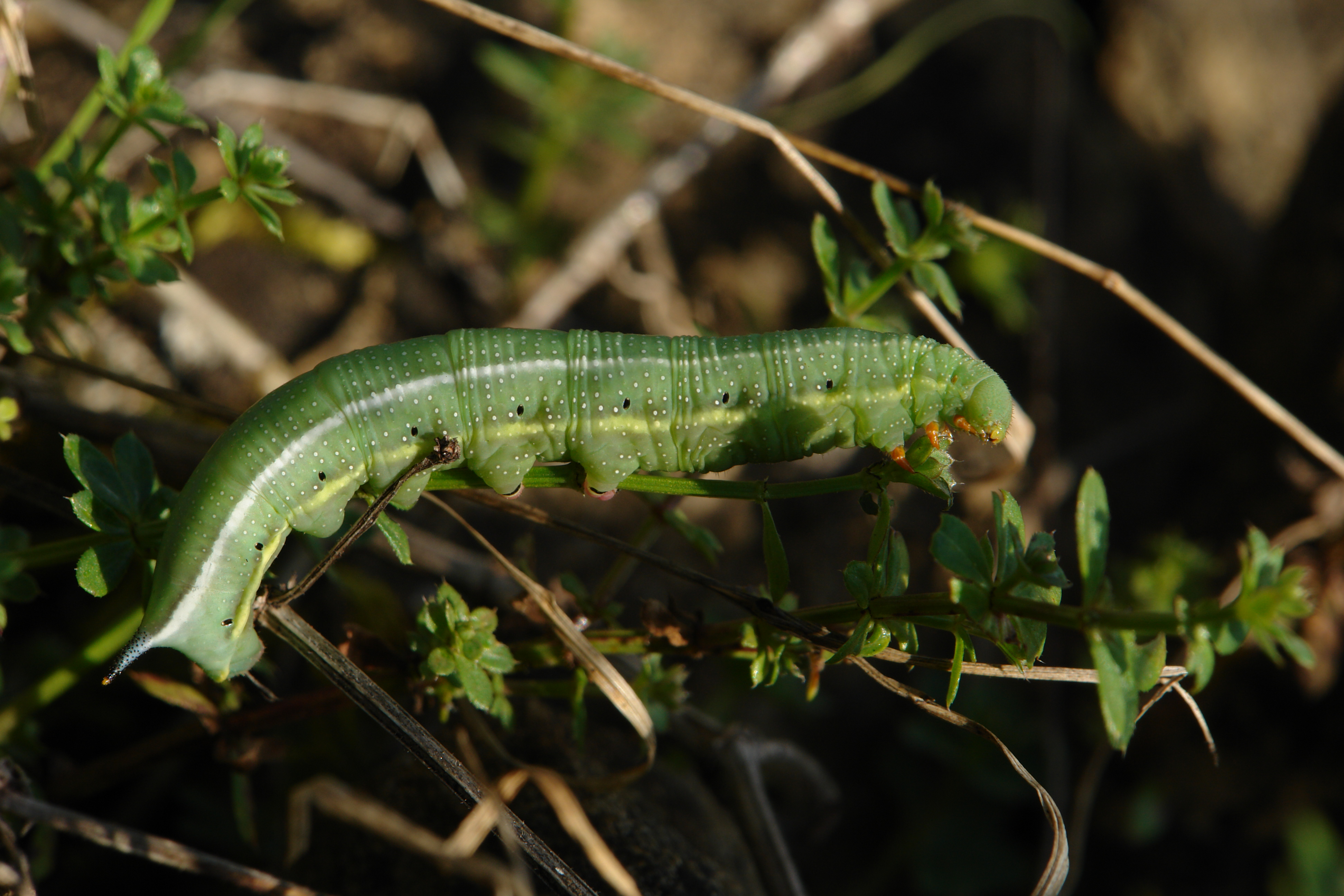
Groene vorm van de rups
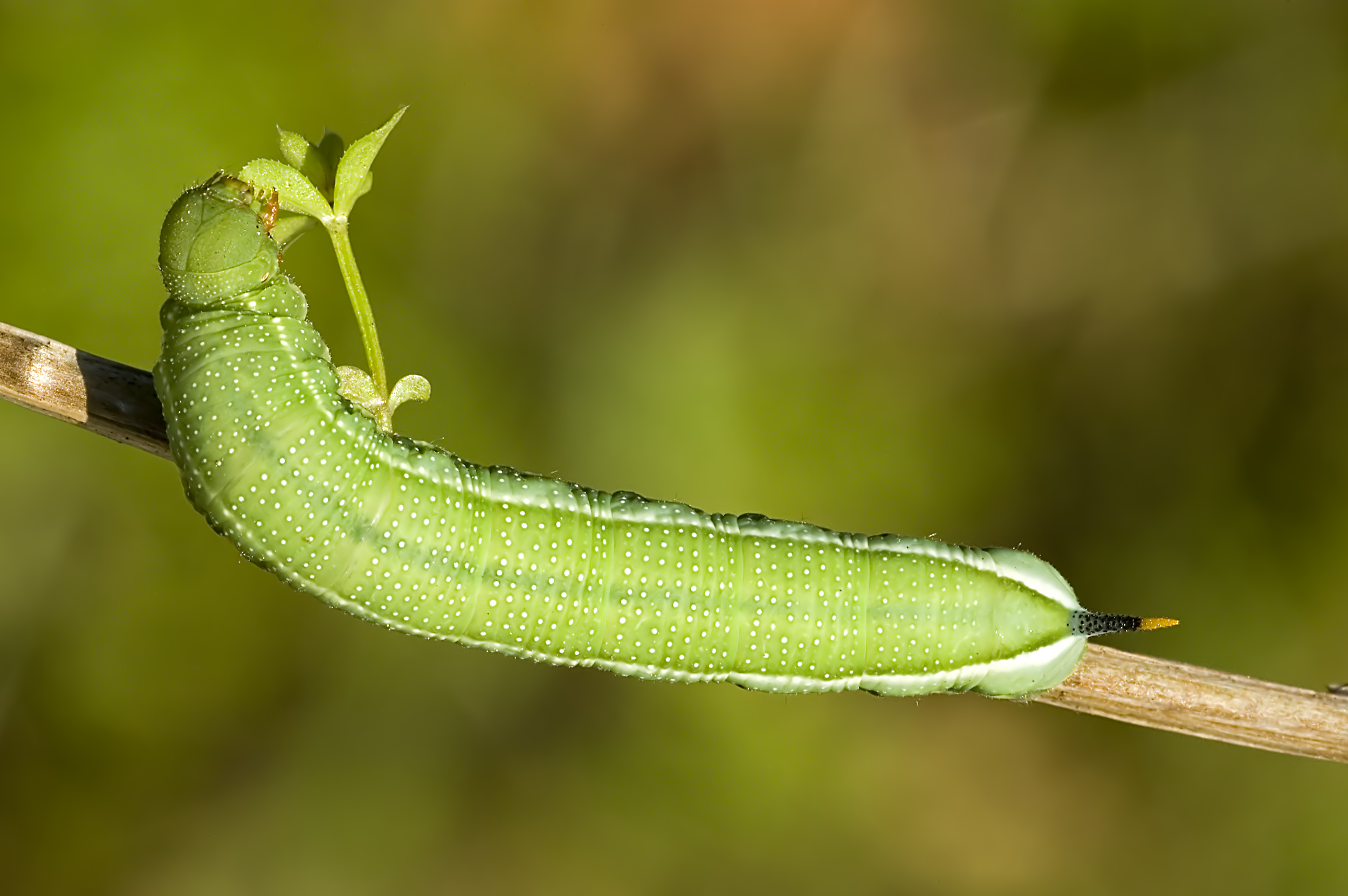
Groene vorm van de rups
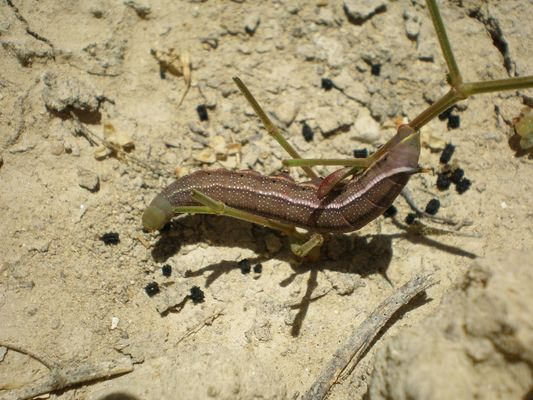
Roodbruine vorm van de rups
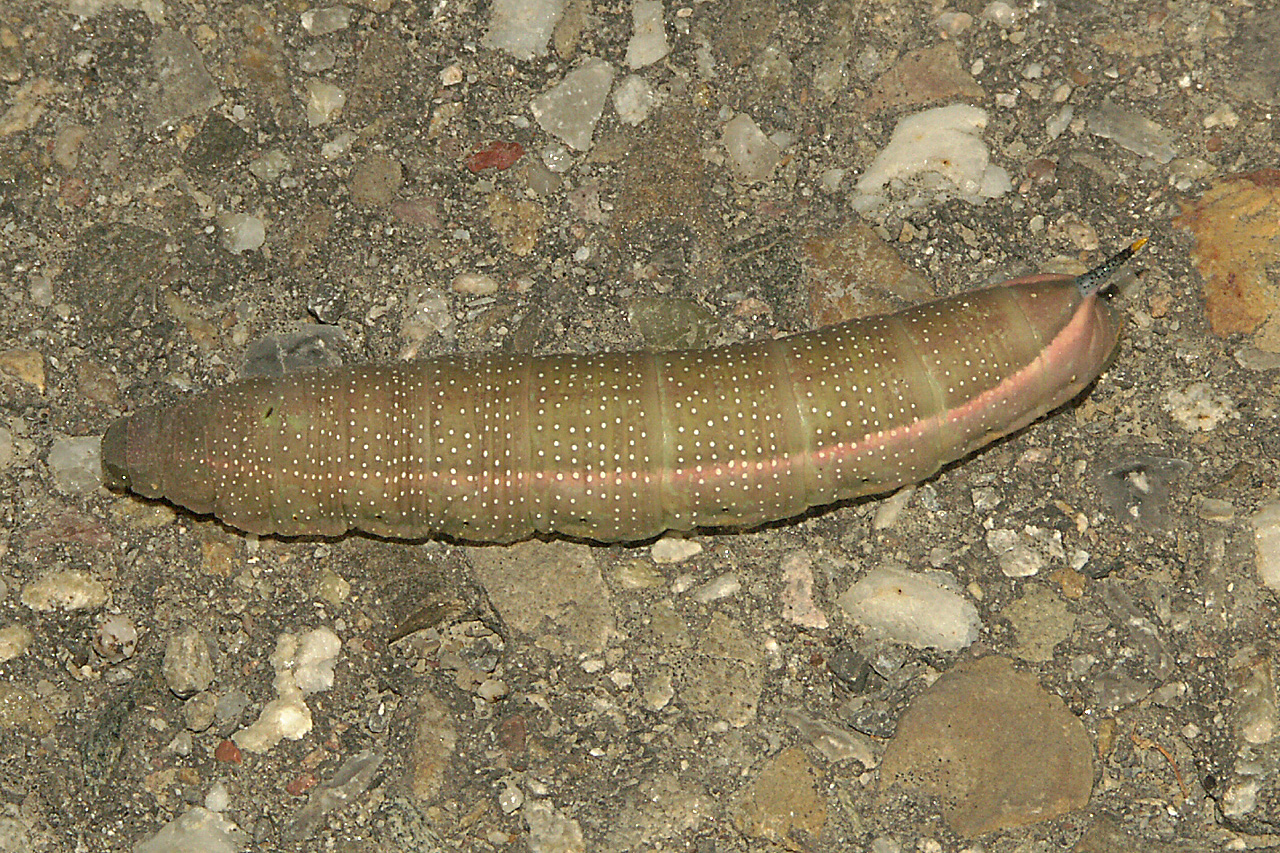
Roodbruine vorm van de rups
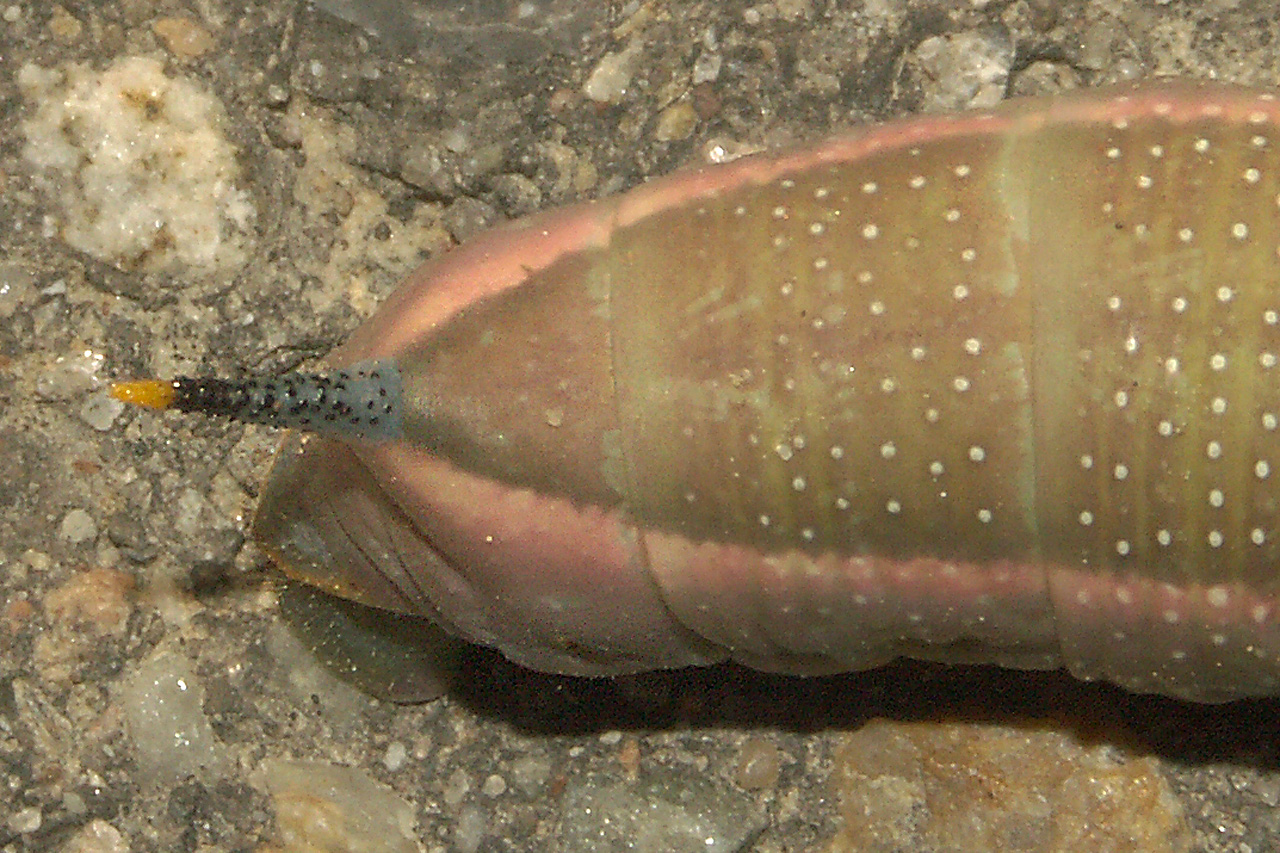
Detail achterlijf roodbruine vorm

### Pop

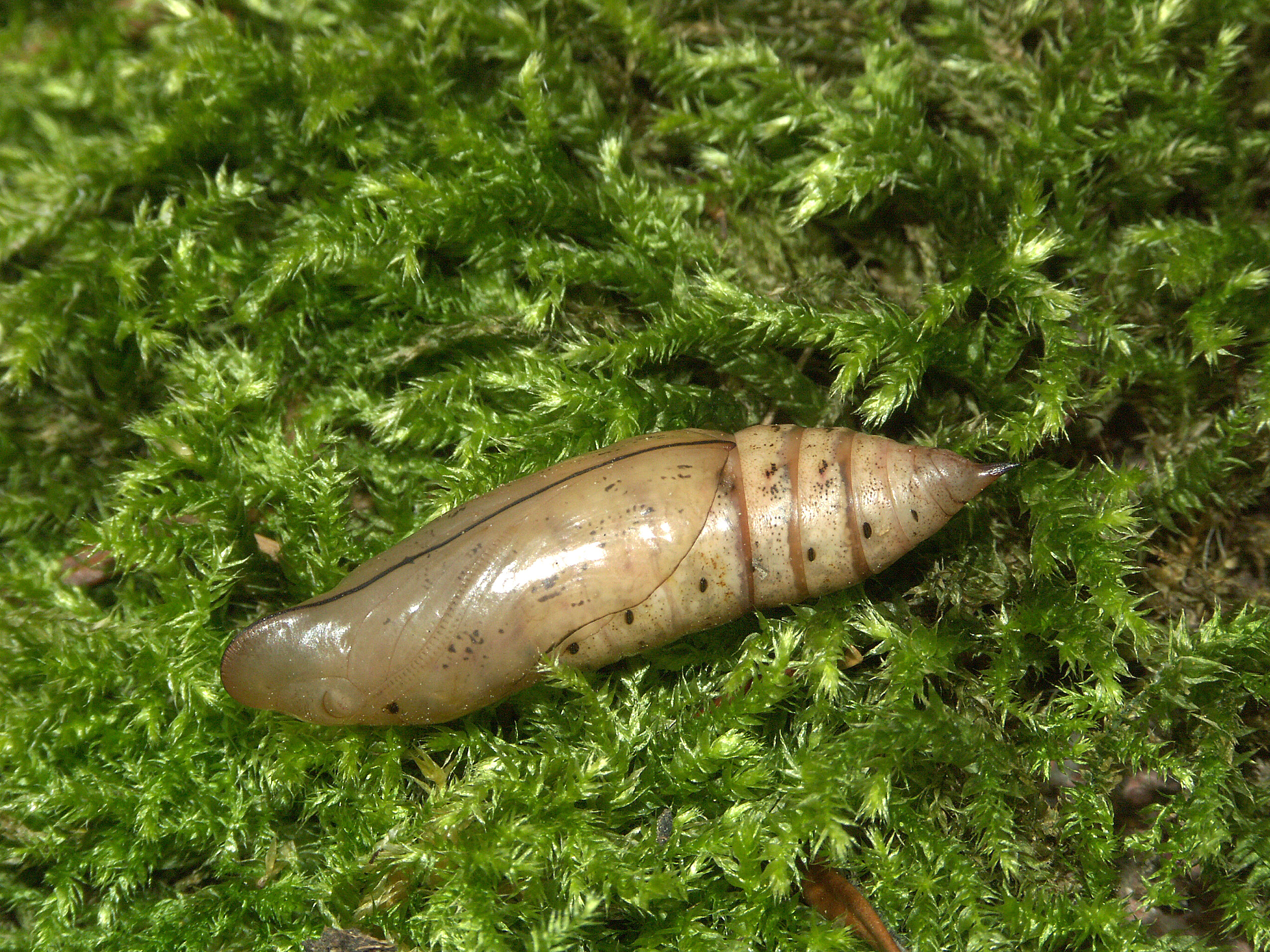
Pop met bleekbruine kleur, spetterachtige vlekjes en zwarte ademopeningen.

Aan het einde van de larvale ontwikkeling is de rups volgroeid en vindt de verpopping plaats. De rups werpt hierbij zijn laatste larvenhuid af en transformeert in een pop of chrysalis. De pop is geelbruin met een opvallende grote 'kop', de pop bereikt een lengte van 30 tot 35 millimeter. De pop is aan de buitenzijde voorzien van vele onregelmatige zwarte vlekjes. Deze hebben een patroon dat doet denken aan kleine spetters. Ook de vleugelranden en de ademopeningen zijn zwart van kleur. Aan de achterzijde van de pop is de cremaster aanwezig, deze wordt bij andere vlinders gebruikt om zich aan een plant te hechten. Het cremaster van de pop van de kolibrievlinder draagt twee scherpe stekels.
Er wordt geen cocon gesponnen direct rond de pop om deze te beschermen zoals van andere vlinders bekend is. De cocon wordt gemaakt onder de grond en dient als een soort kamertje waarin de pop zich bevindt. In de pop vindt de metamorfose plaats waarbij de rups wordt omgebouwd tot een volwassen vlinder met beharing op het lichaam, ontwikkelde poten en grote vleugels met schubben. Ook de vorm van de kop verandert aanzienlijk, alleen de volwassen dieren hebben volledig ontwikkelde gepaarde monddelen. De pop wordt vaak dicht bij de voedselplant aangetroffen. De poppen kunnen niet overwinteren.

### Imago
De volwassen vlinder wordt de imago genoemd. De volwassen vlinders leven enkele maanden waarbij ze vooral eten en zich voortplanten. De volwassen vlinder overwintert, vaak worden holle bomen en ondergrondse nesten van dieren gebruikt. Ook kan de vlinder op oude zolders worden aangetroffen. Op warme dagen kunnen ze tevoorschijn komen om te eten.

## Taxonomie en indeling

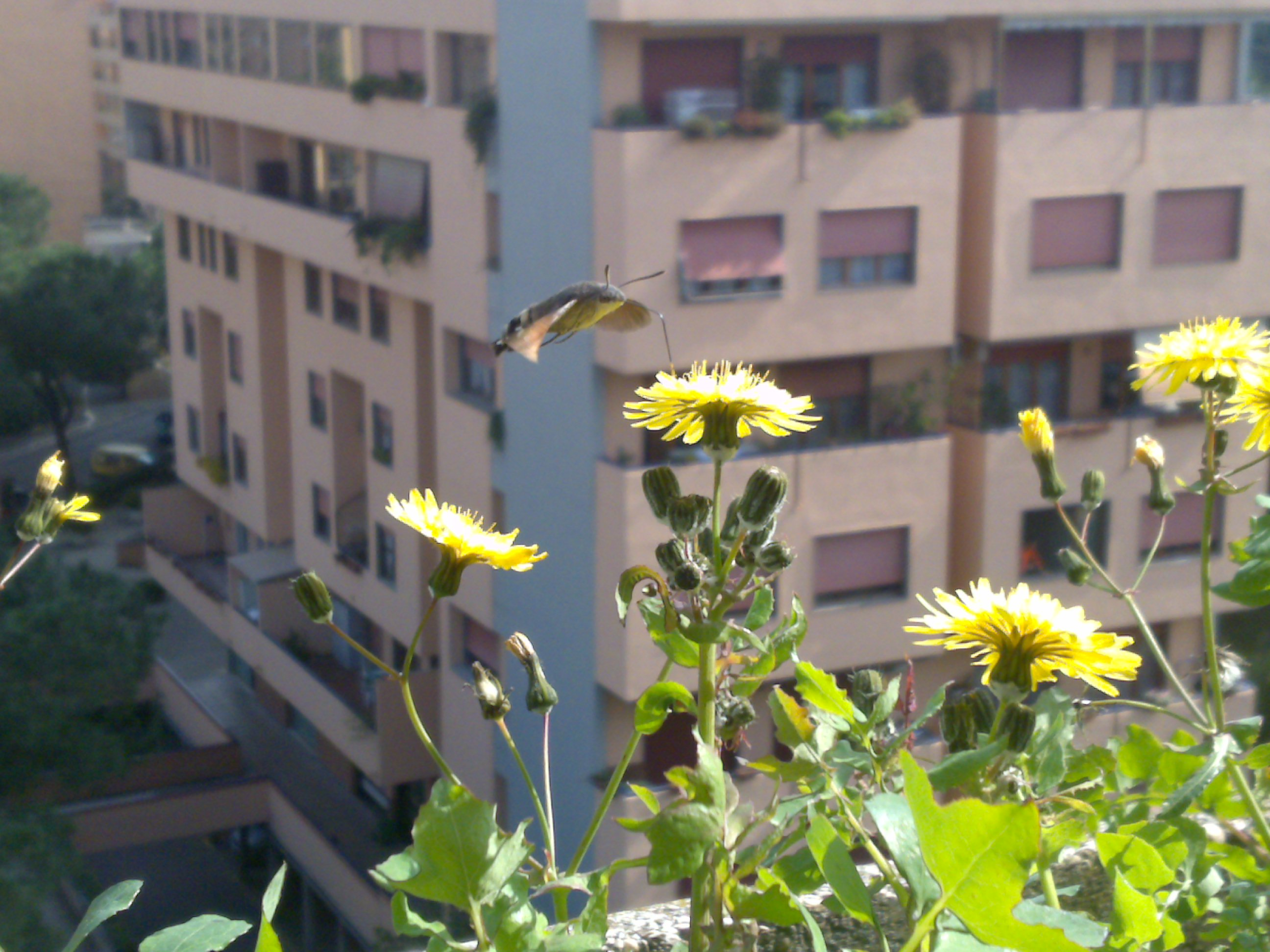
De vlinder komt ook voor in stedelijke gebieden, deze afbeelding is gemaakt in de sterk verstedelijkte wijk Esposizione Universale di Roma in Rome (Italië).

De kolibrievlinder behoort tot de insecten (Insecta) en de orde vlinders (Lepidoptera). Het is een vertegenwoordiger van de familie pijlstaarten (Sphingidae). Vergeleken met andere pijlstaartvlinders is de kolibrievlinder een zeer bekende soort.
Het geslacht Macroglossum werd voor het eerst wetenschappelijk beschreven door Giovanni Antonio Scopoli in 1777. Deze groep bestaat tegenwoordig uit 86 soorten die op uiterlijk enigszins op elkaar lijken maar meestal eenvoudig zijn te onderscheiden aan de verschillende details. Belangrijke verschillen zijn de kleuren en patronen van de vleugels en de vorm van de vleugelrand.
Er worden geen ondersoorten erkend. De rups van de kolibrievlinder kent wel verschillende kleurvormen zoals groen, bruin of zeer donker. Deze kleurvormen manifesteren zich niet in de volwassen vlinder. Er zijn ook melanische en albino vlinders bekend, deze zijn respectievelijk zeer donker en zeer licht van kleur. Dergelijke vormen worden eveneens niet als ondersoorten gezien.